# National Instruments
National Instruments (NI) — американська компанія, яка налічує понад 6000 співробітників і має представництва в 41 країні світу. Штаб-квартира компанії розташована в місті Остін (штат Техас). National Instruments є одним зі світових лідерів в розробці та виготовленні апаратного і програмного забезпечення для систем автоматизованого тестування.